# Hylonomus lyelli
L'ilonomo (Hylonomus lyelli) è un rettile primitivo, vissuto nel Carbonifero superiore (circa 315 milioni di anni fa) in Nordamerica. I suoi resti sono stati rinvenuti in Nuova Scozia.

## Il rettile più antico
Classicamente noto come il più antico rettile mai scoperto, l'ilonomo doveva avere un aspetto esteriore simile a quello di una lucertola, così come le abitudini e le dimensioni. Lungo circa una ventina di centimetri, l'ilonomo era dotato di un capo relativamente sottile rispetto a quello dei successivi captorinidi, un corpo allungato e lunghe zampe da corridore poste ai lati del corpo. Le caratteristiche primitive includono la conformazione del cranio, sprovvisto di finestre per l'inserzione dei muscoli.
Probabilmente l'ilonomo cacciava insetti e altri piccoli animali in un modo analogo a quello delle lucertole attuali; i denti, posti in una semplice fila, erano conici e non specializzati e comunque dovevano essere in grado di triturare gli insetti dal guscio meno duro.

## Alberi come trappole naturali
I resti dell'ilonomo si sono conservati in un modo davvero insolito: infatti sono stati rinvenuti all'interno di fossili di tronchi cavi di alberi giganteschi, denominati Sigillaria e imparentati con gli attuali licopodi.

Ricostruzione del cranio di Hylonomus lyelli

Questi vegetali enormi costituivano vere e proprie foreste nelle zone paludose durante il Carbonifero. Periodicamente la parte bassa dei tronchi veniva sommersa dalle alluvioni e parecchi strati di fango e foglie marcescenti provocavano la morte dell'albero, i cui tessuti interni si dissolvevano. Gli spazi vuoti, diventi profondi "buchi" cilindrici, erano ben presto riempiti da altri detriti, che finivano per attirare insetti e altri invertebrati.

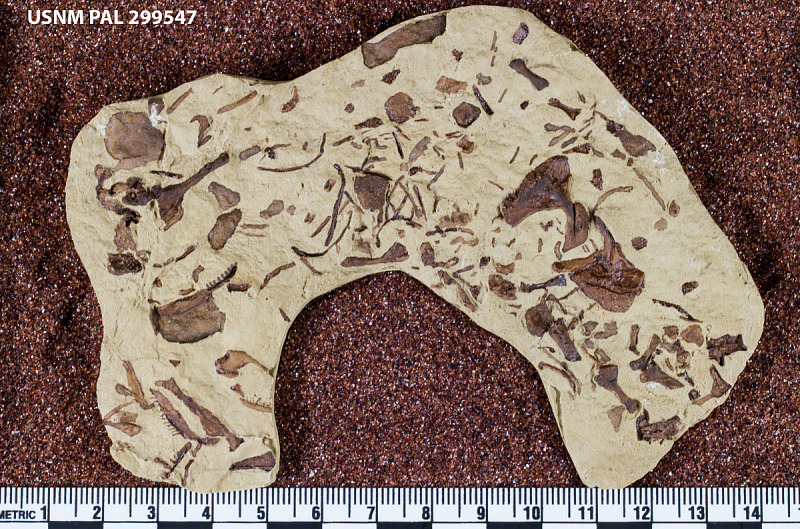
Fossile di Hylonomus lyelli

Attirati da queste prede, animali come l'ilonomo finivano per cadere in queste trappole naturali, non riuscendo a risalire e finendo per trovare la morte. La fossilizzazione, in queste condizioni, è risultata perfetta.